# سونسوز
سونسوز فیلم ایرانی به زبان ترکی محصول ۱۴۰۳ به کارگردانی رضا جمالی و تهیه‌کنندگی سلمان عباسی است. کلمه سونسوز در زبان ترکی به معنای بی پایان است، و به کنایه به کسی گفته می‌شود که فرزندی نداشته باشد. 

## بازیگران
- مریم مؤمن
- حمدالله سلیمی
- بهروز الله‌وردی‌زاده
- صفت آهاری
- ناصر محبی
- محمد سیفی